# 須藤理彩
須藤 理彩（すどう りさ、1976年〈昭和51年〉7月24日 - ）は、日本の女優。神奈川県横浜市出身。アミューズ所属。

## 来歴
- 神奈川県立旭高等学校時代[4]は陸上部に所属し、高校1年生の時から国体に出場した。高校2年生の時には200m走で神奈川県大会を制した（記録：25秒2）[5]。インターハイでは準決勝に進出し、全国ベスト16の実績を残した[3]。しかし、高校3年生の時に重度の肉離れを発症し競技を引退した[5]。
- アミューズの「100時間オーディション」に見事合格し活動を始める。
- 1998年度上半期放送のNHK朝の連続テレビ小説『天うらら』でドラマ初主演[3]。大工棟梁を目指す少女を演じた。その後も順調に活躍を続け、時代劇から現代劇まで幅広く活躍する女優として知られている。
- 2006年11月6日にBOOM BOOM SATELLITESの川島道行との結婚を発表。2007年1月30日に第一子（長女）を出産。2011年10月20日に第二子（次女）を出産した。
- 2016年10月9日、夫の川島が脳腫瘍で死去（享年47）[6]。

## 人物
- バスを追いかけるシーンを撮影する際は、たびたびバスを追い抜いてしまうほどの俊足である。高校時代にインターハイに出場した実績をもつ陸上競技選手であったことから、通常の撮影では適切と思われる車輌の速度では須藤の場合は足りなかったという[7]。

## 出演

### テレビドラマ
- ガラスの仮面（1997年、テレビ朝日）
- 連続テレビ小説（NHK総合）
  - 天うらら（1998年） - 川嶋うらら 役（主演）
  - 半分、青い。（2018年） - 藤村めあり 役[8]
- 天涯の花（1999年、NHK総合） - 平珠子 役（主演）
- アフリカポレポレ（NHK総合）
- らせん（1999年、フジテレビ系列） - 西島美咲 役
- 救命病棟24時 Part1、Part2、Part2 スペシャル、Part4 スペシャル（1999年 - 、フジテレビ系列） - 桜井ゆき 役
- やまとなでしこ（2000年、フジテレビ系列） - 奥山なみ 役
- ロケット・ボーイ（2001年、フジテレビ系列） - 松井光子 役
- ブラック・ジャックIII（2001年、TBS系列） - 赤石みゆき 役
- 利家とまつ〜加賀百万石物語〜（2002年、NHK総合 大河ドラマ） - 豪 役
- ギンザの恋（2002年、読売テレビ） - 笹加子 役
- ダブルスコア- DOUBLE SCORE -（2002年、フジテレビ系列） - 服部実加 役
- 最後の弁護人（2003年、日本テレビ系列） - 石田良子 役
- 相棒 Season2 第一話・第二話（2003年、テレビ朝日系列） - 小暮ひとみ 役
- 土曜ワイド劇場
  - 事件11（2004年、テレビ朝日） - 田中明日香 役
  - 法医学教室の事件ファイル22（2006年、テレビ朝日） - 森島和美 役
  - おとり捜査官・北見志穂15（2011年、テレビ朝日） - 矢口冴子 役
  - セイアン〜生活安全特捜隊（2014年11月29日、テレビ朝日） - 占部智子 役
- ラストプレゼント 娘と生きる最後の夏（2004年、日本テレビ系列） - 廣川来美 役
- めだか（2004年、フジテレビ系列） - 川原由布子 役
- 六月のさくら（2004年、HTB・テレビ朝日系列） - 荒井あおい
- 電車男（2005年、フジテレビ系） - 観月裕子 役
  - 電車男DX 最後の聖戦（2006年、フジテレビ系） - 観月裕子 役
- 西遊記（2006年、フジテレビ系）（第4話 砂の国・第11話 天竺） - 金魚 役
- トップキャスター（2006年、フジテレビ系列） - 紺野令子 役
- 受験の神様（2007年、日本テレビ系） - 手塚由美 役
- 斉藤さん（2008年、日本テレビ系） - 佐原加奈子 役
- イノセント・ラヴ（2008年、フジテレビ系） - 河井由香里 役
- 風のガーデン（2008年、フジテレビ系）
- 歌のおにいさん（2009年、テレビ朝日） - 矢野さくら 役
- 深夜食堂（2009年、毎日放送・TBS） - ミキ 役
- ギネ 産婦人科の女たち 第八話（2009年12月、日本テレビ系） - 竹尾小枝 役
- 土曜時代劇 オトコマエ!2 最終話（2009年12月、NHK総合） - お滝 役
- 君たちに明日はない（2010年、NHK総合） - 芹沢泰子 役
- 同窓会〜ラブ・アゲイン症候群（2010年、テレビ朝日） - 杉山佳奈子 役
- LADY〜最後の犯罪プロファイル〜（2011年、TBS） - 奥居マリエ 役
- おみやさん 第8シリーズ（2011年、テレビ朝日） - 神田いずみ 役
- ドラマ10（NHK総合）
  - ラストマネー -愛の値段- 第2話（2011年9月20日） - 山岡早苗 役
  - 水族館ガール 第6話（2016年8月26日） - 倉野咲子 役
  - ミス・ジコチョー〜天才・天ノ教授の調査ファイル〜（2019年10月18日 - 12月20日） - 辻留志保 役[9]
- ステップファザー・ステップ（2012年、TBS） - 脇坂芳江 役
- 理想の息子（2012年、日本テレビ系） - 本田佳代子 役
- 黒い報告書 男と女の事件ファイル「孤独」第二の報告書（2012年6月9日、BSジャパン） - 小早川真理 役
- ドラマスペシャル 親父がくれた秘密〜下荒井5兄弟の帰郷〜（2012年9月12日、テレビ東京） - 川崎敦子 役
- レジデント〜5人の研修医（2012年、TBS） - 香澄弥生 役
- シェアハウスの恋人（2013年、日本テレビ系） - 櫻井真希 役
- 激流〜私を憶えていますか?〜 第6話（2013年7月30日、NHK総合） - 里美 役
- 都市伝説の女 Part2 第1話（2013年10月11日、テレビ朝日） - 大西恭子 役
- ミス・パイロット 第4話（2013年11月5日、フジテレビ） - 麻倉 役
- 刑事のまなざし 第10話・最終話（2013年12月9日・16日、TBS） - 尾崎悦子 役
- 金曜プレステージ 検事・霞夕子6〜不能犯〜（2014年5月23日、フジテレビ） - 三吉和佳子 役
- セーラー服と宇宙人（エイリアン）〜地球に残った最後の11人〜（2014年、日本テレビ系） - 西原美恵 役
- ST 赤と白の捜査ファイル 第4話（2014年8月6日、日本テレビ） - 町田智子 役
- ラスト・ドクター〜監察医アキタの検死報告〜 第5話（2014年8月8日、テレビ東京） - 沼田陽子 役
- ぼんくら 第3話 - 最終話（2014年10月30日 - 12月18日、NHK総合） - おくめ 役
- 残念な夫。 第9話・最終話（2015年3月18日・25日、フジテレビ） - 田中直子 役
- 医師たちの恋愛事情 第3話（2015年4月23日、フジテレビ） - 菊池なつみ 役
- 水曜ミステリー9（テレビ東京）
  - 黒星警部の密室捜査（2015年6月17日） - 桜田めぐみ 役
  - 検事・沢木正夫4 自首（2016年9月14日） - 広川美津子 役
- それでも僕は君が好き（2015年9月28日 - 10月1日、フジテレビ） - 祐輔の叔母 役
- 永久就職試験（2015年、日本テレビ） - 立花千詠美 役
- 科捜研の女 Season 15 第9話（2016年1月21日、テレビ朝日） - 橘静香 役
- 月曜名作劇場（TBS）
  - 信濃のコロンボ4「軽井沢追分殺人事件」（2017年4月24日） - 谷田恵美 役
  - 浅見光彦シリーズ5「天城峠殺人事件」（2019年1月7日） - 保田円香 役[10]
- ユニバーサル広告社〜あなたの人生、売り込みます!〜 第2話（2017年10月27日、テレビ東京） - 矢野ミドリ 役[11]
- コウノドリ 第2シリーズ 第7話・第10話・最終話（2017年11月24日、12月15日、12月22日、TBS） - 武田京子 役
- 重要参考人探偵 第6話（2017年11月24日、テレビ朝日） - 塩川歩実 役[12]
- やけに弁の立つ弁護士が学校でほえる 第5話（2018年5月19日、NHK総合） - 山下久恵 役
- サバイバル・ウェディング（2018年7月14日 - 9月22日、日本テレビ） - 杉優子 役
- グッドワイフ 第4話（2019年2月3日、TBS） - 荻原奈津子 役[13]
- 俺のスカート、どこ行った? 第3話（2019年5月4日、日本テレビ） - 光岡弘子 役[14]
- 夢食堂の料理人〜1964東京オリンピック選手村物語〜（2019年7月23日、NHK総合） - 野島芳江 役
- 僕はどこから（2020年1月9日 - 3月19日、テレビ東京） - 井上涼子 役
- SUITS/スーツ2 第5話（2020年8月5日、フジテレビ） - 手嶋麻衣 役
- 真犯人フラグ 第6話 - 最終話（2021年11月21日 - 2022年3月13日、日本テレビ） - 橘すみれ 役
- 今度生まれたら (2022年5月8日 - 6月19日、NHK BSプレミアム) - ミキ 役
- 悪女（わる）〜働くのがカッコ悪いなんて誰が言った?〜 第5話（2022年5月11日、日本テレビ）- 二谷杏子 役
- つまらない住宅地のすべての家（2022年10月10日 - 11月16日、NHK総合） - 丸山苑子 役
- パパとなっちゃんのお弁当（2023年1月16日 - 3月17日、日本テレビ） - 西川泉 役
- ドラフトキング（2023年4月8日 - 6月10日、WOWOW） - 仲眞好子 役[15]
- 刑事7人 SEASON9 第4話（2023年6月28日、テレビ朝日） - 福地陽子 役
- 姪のメイ（2023年9月8日 - 10月13日、テレビ東京） - 春日部アイ 役[16]
- たとえあなたを忘れても（2023年10月22日 - 12月17日、朝日放送テレビ・テレビ朝日） - 宮下光恵 役[17]

### 配信ドラマ
- 新聞記者（2022年1月13日配信、Netflix）- 木下沙苗 役
- 今際の国のアリス シーズン3（2025年9月25日配信予定、Netflix）[18]

### 映画
- アトランタ・ブギ（1996年） - 女子高生 役
- ハート・オブ・ザ・シー（2003年） - 田中典子 役（主演）
- ロボコン（2003年）
- ロード88 出会い路、四国へ（2004年） - AD 真中涼子 役
- 雷桜（2010年10月22日） - お初 役
- 僕等がいた 前篇（2012年3月17日）・後篇（2012年4月21日） - 竹内文香 役
- 小川町セレナーデ（2014年10月4日、アイエス・フィールド） - 真奈美 役
- 映画 深夜食堂（2015年） - ミキ 役
- Drawing Days（2015年） - 長田ひかり 役
- 続・深夜食堂（2016年） - ミキ 役
- 茅ヶ崎物語 〜MY LITTLE HOMETOWN〜（2017年）
- まく子（2019年） - 南雲明美 役[19]
- 東京ワイン会ピープル（2019年10月4日、キグー） - 古澤美登里 役
- 罪の声（2020年10月30日、東宝 / TBSスパークル / 講談社） - 葵 役

### 吹き替え
- 初恋（2005年、NHK BS2） - イ・ヒョギョン 役〈イ・スンヨン〉（主演）

### バラエティ、情報番組
- すっぴんDNA（1997年、日本テレビ）
- マジカル頭脳パワー!! 21世紀芸能界No.1頭脳決定戦スペシャル!!（2001年12月29日、日本テレビ）[注釈 1]
- 謎のホームページ サラリーマンNEO（2004年、NHK総合）
- クラシックミステリー 名曲探偵アマデウス（2008年、NHK総合）
- はなまるマーケット（2008年4月2日 - 2010年3月、TBS） - 水曜日のレギュラー
- 奇跡の地球物語〜近未来創造サイエンス（テレビ朝日） - ナレーション
  - 第10回「日本建築 〜今に生きる先人の知恵〜」（2009年12月6日）
  - 第12回「富士山 〜日本を見守る美しき最高峰〜」（2010年1月10日）
  - 第20回「知床 〜大地の果ての聖地〜」（2010年3月7日）
  - 第22回「重力 〜Gという名の魔法〜」（2010年3月21日）
  - 第35回「日本海 〜海底に眠る太古の謎〜」（2010年6月27日）
- 金曜ナミダメ劇場（2012年10月5日 - 、BS-TBS） - ナミダメ劇場支配人（MC）
- 黄金の泡の遊び方 〜モエ・エ・シャンドンから広がる世界〜（2012年12月4日、BSフジ）
- 絶品!シアワセなる食卓（2013年4月12日 - 、BS-TBS）

### CM
- 郵政省「郵便貯金」
- 武田薬品工業「ハイシーBメイト」
- 花王「ハミングフレア」
- 日本生命（2016年12月 - ）[20]
- 江崎グリコ「カフェオーレ」（2019年4月 - ）[21]

### 広告
- 「看護の日（5月12日）」PR大使（2019年度）[22]

### 舞台
- カノン（2000年）初舞台
- 新・近松心中物語（2004年、2005年）
- キャンディーズ（2005年）
- JAIL BREAKERS（2006年）
- ささやき色のあの日たち（2007年）
- キーン（2008年）
- 二都物語（2013年）
- 娼年（2016年8月26日 - 9月15日、東京/大阪、福岡） - イツキ 役[23][24]
- ブライトン・ビーチ回顧録（2021年9月18日 - 10月3日、東京芸術劇場 プレイハウス / 10月7日 - 13日、京都劇場） - ブランチ 役
- ようこそ、ミナト先生（2022年6月4日 - 19日、新国立劇場 中劇場 / 6月29日 - 7月3日、梅田芸術劇場 メインホール） - 及川美樹 役[25]
- アニー（2024年4月20日 - 5月7日、新国立劇場 中劇場） - ハニガン 役[26]
  - アニー 2025年公演（2025年4月19日 - 5月7日、新国立劇場 中劇場）[27]

### ラジオドラマ
- 特集オーディオドラマ 「遥かな旅　蝶の道」

（2019年8月8日、NHKラジオ第1 / 2019年8月10日、NHK-FM） - 絵美香 役
- イヤードラマ「今の日本の家族会議」（2021年10月配信、NUMA） - 住澤ゆり子 役[29]
- FMシアター 「マイライフ・アズ・ア・ドッグ」（2022年1月22日、NHK-FM）[30]
- イヤードラマ「旦那デスチャット」（2022年2月配信、NUMA） - 般若マリア 役[31]
- イヤードラマ「万城目ユリコは優しくなりたい」（2022年7月配信、NUMA） - 万城目タマコ 役[32]

## 受賞歴
- 1998年
  - 第18回ザテレビジョンドラマアカデミー賞 新人俳優賞（『天うらら』）